# Gauw
Gauw (Fries: Gau) is een dorp in de gemeente Súdwest-Fryslân, in de Nederlandse provincie Friesland. Gauw ligt ten noordoosten van Sneek, en ten zuiden van Sijbrandaburen in de Lege Geaen, een streek van dorpen ten westen en noordwesten van het Sneekermeer. 
In 2023 telde het dorp 345 inwoners.

## Geschiedenis
In Gauw zijn sporen gevonden uit de 3e eeuw. Het dorp was oorspronkelijk voornamelijk een boerendorp. Met de dorpen Goënga, Loënga, Offingawier en Scharnegoutum vormde Gauw in de Middeleeuwen een verbond, de Sneker Vijfga.
Op een lijst van parochies die onder het dekanaat van Sneek vallen wordt het dorp voor het eerst genoemd. Die lijst is opgesteld tussen 1256 en 1270. De plaats werd toen vermeld als Clegawe. In 1482 werd de plaats gespeld als Ghawe en Ghawee, in 1505 als Gaeuw, in 1511 als Clegaw en Gaw en in 1543 Gauw.
De plaatsnaam is afgeleid van de oorspronkelijke naam van een deel van de Sneeker Oudvaart en duidt op een 'parochieweg', waarmee de vaart werd bedoeld. 
Tot 2011 lag Gauw in de voormalige gemeente Wymbritseradeel.

## Kerken
Het dorp kende twee kerken. De Gereformeerde Kerk uit 1896 is de jongste kerk maar werd in 1990 als kerk gesloten en sindsdien is de kerk een opslagplaats. De andere kerk is de Hervormde kerk. Deze kerk is een 19-eeuwse vervanger van een kerk uit 1685 die de kerk uit de middeleeuwen had vervangen. Daarbij is de kerktoren uit waarschijnlijk de 13e eeuw bewaard gebleven. 
De kerk is het enige Rijksmonument van Gauw.

## Sport en cultuur
Het dorp heeft geen grote culturele en sportverenigingen maar heeft wel een eigen dorpshuis, Us Gebou met een sportveld. Het dorp heeft verder een eigen dorpskrant.

## Onderwijs

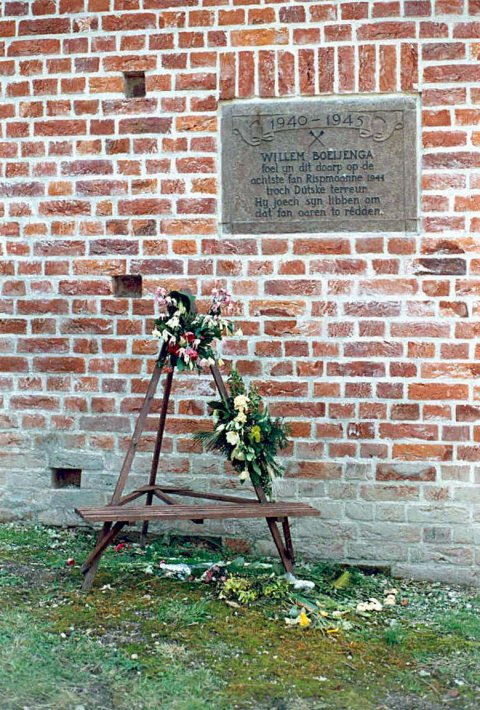
Oorlogsmonument

Het dorp heeft tot in 2019 nog een basisschool, De Twatine. Deze school is opgegaan in de fusieschool De Legeaën, een fusie met de scholen van Terzool en Sijbrandaburen.

## Geboren in Gauw
- Trijntje Pieters Westra (1783-1861), won de vroegst bekende schaatswedstrijd voor vrouwen
- Ulbe van Dijk (1841-1910), veelvuldig schaatskampioen
- Doeke Bekius (1922-2013), politicus
- Jitze Pieter van Dijk (1922-1945), verzetsstrijder tijdens de Tweede Wereldoorlog

## Overleden in Gauw
- Willem Boeijenga (1909-1944), bakker en verzetsstrijder tijdens de Tweede Wereldoorlog, naar hem is de hoofdstraat van het dorp genoemd en heeft een oorlogsmonument in het dorp.
- Ernst Langhout (1956-2024), muzikant.